# Níkos Kavvadías
Níkos Kavvadías (grec moderne : Νίκος Καββαδίας, né le 11 janvier 1910 à Nikolski Oussouriski en Mandchourie extérieure et mort le 10 février 1975 à Athènes), est un écrivain, poète et marin grec.

## Biographie
Níkos Kavvadías est né le 11 janvier 1910 à Nikolski Oussouriski, une ville de la Mandchourie extérieure, de parents grecs originaires de Céphalonie. Son père, Chariláos Kavvadías, y possède une entreprise d’import-export. Deux autres enfants de la famille, Génia (Evgenía) et Mítias (Dimítris), sont également nés dans cette petite ville.
En 1914, avec le déclenchement de la Première Guerre mondiale, la famille rentre en Grèce et s’installe à Argostóli. Chariláos Kavvadías transfère son entreprise en Russie où il est ruiné. En 1917, il est emprisonné pendant la Révolution d'Octobre. Il revient en Grèce en 1921, brisé et inadapté à l’environnement de son pays d’origine.
La famille Kavvadías déménage ensuite au Pirée. Le petit Níkos va à l’école primaire où l’un de ses camarades de classe est Yánnis Tsaroúchis qui devient l’un des grands peintres grecs du XXe siècle. Au lycée, il se lie avec un médecin de la marine et écrivain, Pávlos Nirvánas (el). À l’âge de 18 ans, il commence à publier des poèmes dans le magazine de la Grande Encyclopédie Grecque sous le pseudonyme de Pétros Valchálas.
Il passe ensuite les examens d’entrée à la faculté de médecine, mais à cette époque son père meurt et il est contraint de travailler pour vivre dans une compagnie de navigation, d'abord comme employé de bureau. Il continue toutefois à collaborer à diverses revues littéraires. En novembre 1928, Kavvadías s’embarque pour la première fois, comme novice, à bord du cargo Ágios Nikólaos (Saint Nicolas). Il tente en vain de devenir officier de navigation.
En 1934, la famille déménage du Pirée pour s’installer à Athènes. La maison devient un lieu de réunion pour les écrivains, les peintres et les poètes. À cette époque, Níkos Kavvadías est décrit comme un homme simple et taciturne, doué de beaucoup d’humour et apprécié de tous.
En 1939, il obtient le diplôme de radiotélégraphiste et devient officier radio de la marine marchande, fonction qu'il exercera jusqu'à sa fin. Au début de la Seconde Guerre mondiale il est envoyé sur le front albanais où il est affecté comme radio, puis, démobilisé, revient à Athènes. Lorsque la guerre civile éclate en Grèce, il prend à nouveau la mer. De 1944 à 1974, il navigue pratiquement sans cesse sur des paquebots comme sur des navires de charge. Il publie son roman Várdia (Le Quart) en 1954 (traduit en français en 1959) et meurt soudainement à Athènes en février 1975, à l'âge de 65 ans, trois mois après son dernier débarquement.

## Le Quart
Unique roman de Níkos Kavvadías et chef-d'œuvre publié en 1954, Le Quart est une odyssée moderne d'une noirceur totale. On y suit depuis Sabang jusqu'à Shan Tou la route d'un très ancien cargo à vapeur et à charbon chargé d'armes à destination de la Chine alors en pleine révolution (1949). Pendant leurs longues heures de quart en mer, les marins s'échangent sans fausse pudeur leurs souvenirs: escales, amours, mésaventures, contrebande, meurtre, ainsi que leurs préoccupations et leurs réflexions sur la vie et le métier, le seul qu'ils acceptent d'exercer, alors que le pilotin du bord qui a 17 ans se découvre atteint d'une syphilis contractée dans une précédente escale. Le cargo arrivera trop tard à destination et en repartira précipitamment alors qu'un de ses lieutenants décèdera à l'escale.

## Œuvres

### Poésie
- 1933 : Marabout (el) (Μαραμπού, Maraboú)
- 1947 : Brume (el)(Πούσι, Poúsi)
- 1974 : Travérso (Τραβέρσο)
- 2022 : Courants noirs - Œuvre poétique complète, présente en un seul volume bilingue grec-français les trois recueils (Marabout, Brume, Traverso) ainsi que la totalité des poèmes épars et inédits ; préface, notes et traduction de Pierre Guéry (éditions Signes et balises, 2022)

### Prose
- 1954 : Le Quart (Βάρδια, Várdia) - disponible en français dans une traduction de Michel Saunier (Folio Gallimard, 2008)
- 1987 : Li (Λι) – récit adapté au cinéma en 1995 sous le titre "Between the Devil and the Deep Blue Sea" - disponible en français dans une traduction de Michelle Barbe, suivi de De la guerre/À mon cheval (éditions Cambourakis, 2016)
- 1987 : De la guerre/À mon cheval (Του πολέμου/Στ’ άλογό μου, Tou polémou/Sto álogó mou)
- 2003 : Triestína (τριεστίνα)
- 2009 : Το ημερολόγιο ενός τιμονιέρη- prose et poèmes épars (éditions Agra, Athènes) - disponible en français dans une traduction de Françoise Bienfait avec postface de Gilles Ortlieb, sous le titre Journal d'un timonier (éditions Signes et balises, 2018)

## Liens
- Page Kavvadias des éditions Agra (en anglais)
- Page Kavvadias du site remue.net